# Mohammad Ghassem Khan Vali
Mohammad Ghassem Khan Vali (en persan : محمد قاسم خان والی), né à Téhéran en 1800 et mort à Chiraz le 21 mars 1872, est un homme d'État iranien de l'ère Qadjar.
Il est inhumé dans le mausolée du célèbre poète persan Hafez à Chiraz. Avant d'occuper des postes de gouverneur (Vali en persan), il a été l'ambassadeur de Perse en Russie. Il commence sa carrière de gouverneur en province de Gilan au nord de l'Iran. Ghassem Khan est le fils de Doust Ali Moayyer ol-Mamalek et le petit-fils de Hossein Ali Beyg Bastami. Son frère Hossein Ali Khan Moayyer ol-Mamalek est le gendre de Nasseredin Shah Qajar.
Ses descendants portent le nom de Vali et continuent à occuper des positions importantes au sein de l'État. Son fils, Ali Khan Vali est à son tour plusieurs fois gouverneur dans différentes régions de la Perse. Son petit-fils Ghassem Khan Vali, Sardar Homayoun occupe des postes militaires de haut rang jusqu'au début du règne de la nouvelle dynastie Pahlavi.

## Biographie
Il est introduit dans la sphère étatique par son frère Hossein Ali Khan Moayyer ol-Mamalek, et est remarqué successivement par les deux souverains Mohammad Shah Qajar (en persan: محمد شاه قاجار) puis Nasseredin Shah (en persan : ناصرالدین شاه قاجار).
En 1855, Nasseredin Shah le nomme Consul de Perse à Tbilissi (ou Tiflis). Quelques mois plus tard, il participe avec Abbas Gholi Khan Nouri à la cérémonie d'intronisation d'Alexandre II (empereur de Russie) à Saint-Pétersbourg. À la suite du retour en Iran d'Abbas Gholi Khan Nouri, il reste en Russie en qualité de consul puis ambassadeur de Perse auprès de la cour de Russie .
Après son retour définitif en Iran et en honneur des services rendus, il reçoit la prestigieuse décoration Neshan-e Aqdas (en persan: نشان اقدس) témoignage de la plus haute distinction de cette époque. Peu après, il est nommé gouverneur (Vali en persan: والی) de la province de Gilan au nord de l'Iran.
Sous l'autorité de Zell-e Soltan (fils de Nasseredin Shah) alors gouverneur d'Isfahan et de Chiraz, Mohammad Ghassem Khan prend en main la situation chaotique de la province de Fars pour y rétablir l'ordre et la sécurité.
Ghassem Khan Vali est connu pour son goût et attirance pour l'art culinaire. La recette du plat iranien mirza ghassemi lui est en effet attribuée et aurait été élaborée à Rasht (Province de Gilan) en 1860 juste après son retour de Saint-Pétersbourg.

## Chronologie
- 1838-1840: Vice-gouverneur de Yazd,
- 1848-1851: Chambellan (pish-Khedmat) de Nasseredin Shah,
- 1851-1854: Consul à Tiflis,
- 1854-1855: Chargé d'affaires et vice-ambassadeur à Saint-Pétersbourg,
- 1855-1860: Ministre plénipotentiaire (Vazir e-mokhtar) à la Russie,
- 1861-1862: Vice-gouverneur de Yazd,
- 1862-1868: Gouverneur général de Gilan,
- 1870-1871: Vazir de Fars et dépositaire (pishkar) auprès du prince Soltan Massoud Mirza Zell-e Soltan,
- 1871-1872: Gouverneur général de Fars

## Photos

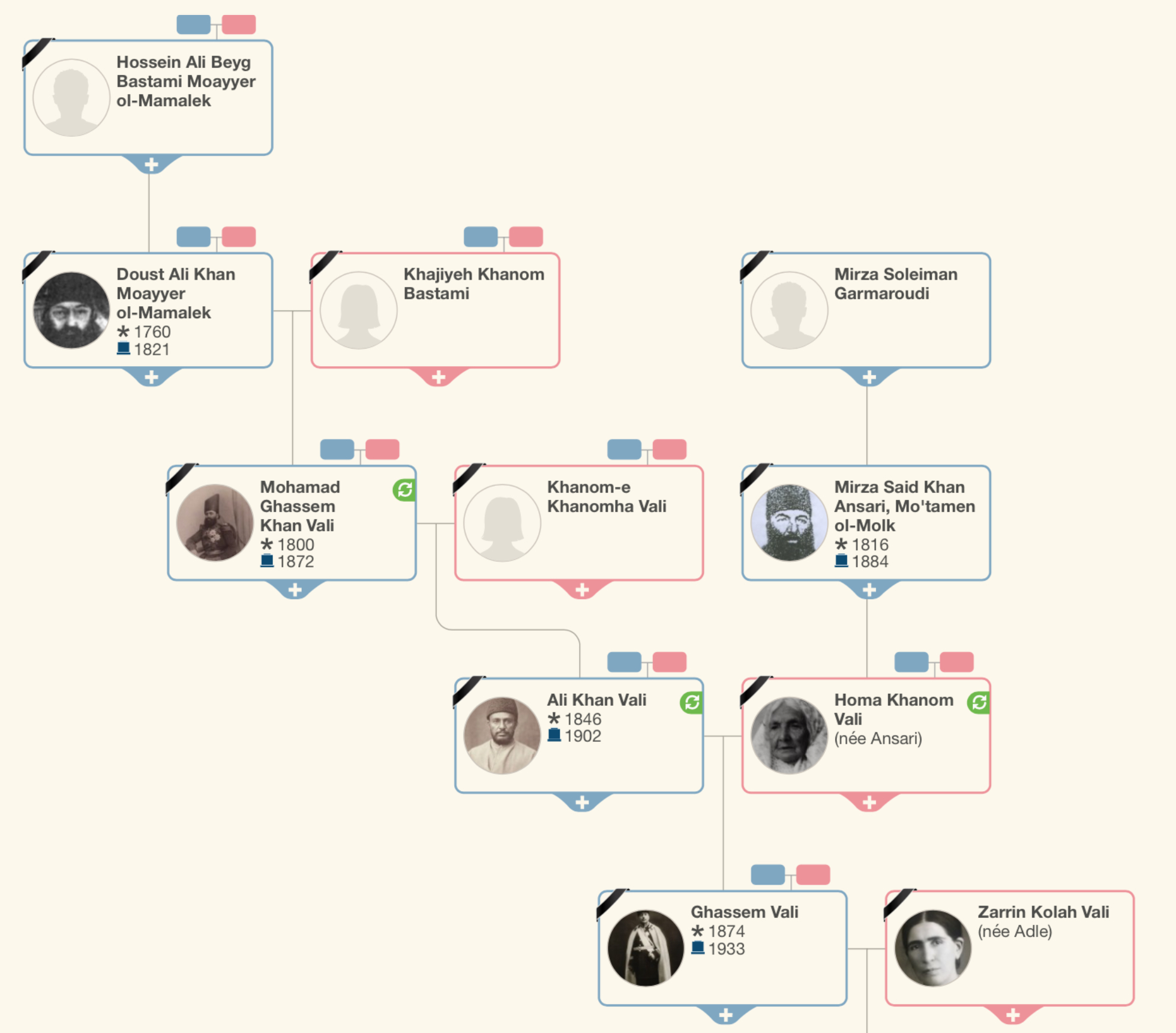
Arbre généalogique de la famille Vali
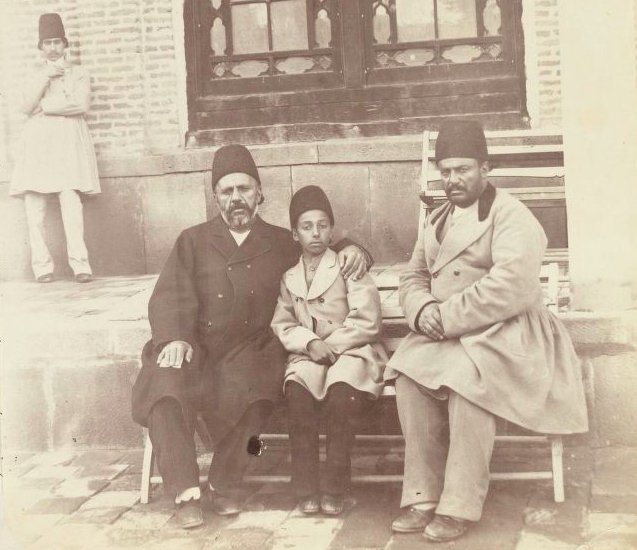
Assis à partir de la gauche; Mohammad Khan, Ghassem Khan et Ali Khan Vali à Khoy en 1889
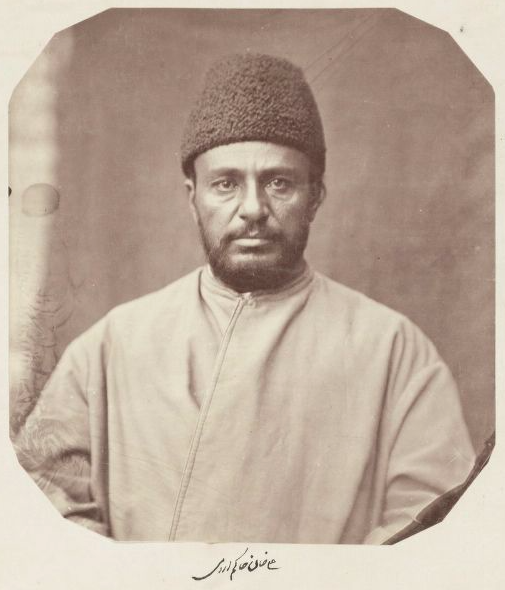
Autoportrait d'Ali Khan Vali (son fils)
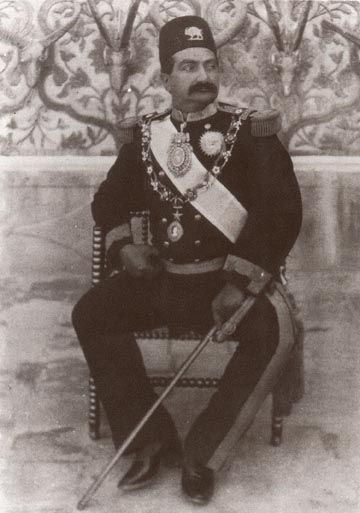
Prince Zellesoltan